# Poder moderador
El Poder Moderador fue uno de los cuatro poderes del Estado en el Imperio del Brasil, establecido por la Constitución brasileña de 1824 y por la Carta Constitucional Portuguesa de 1826 (ambas emanadas del emperador Pedro I). 
La construcción idealizada por el francés Benjamin Constant predica la existencia de cuatro poderes; junto con el Ejecutivo, Legislativo, y Judicial, coexiste el Poder Moderador, que se encargará del equilibrio de los otros. Por la forma en que fue diseñado, se sitúa jerárquicamente por encima de los demás poderes del Estado. 
Según la Constitución del Imperio, este poder era personal y privado del emperador, siendo asistido por un Consejo de Estado. Pedro I (y más tarde su hijo, Pedro II) era el titular exclusivo, con la atribución de nombrar y destituir libremente a los ministros de Estado, en su calidad de Jefe del Poder Ejecutivo, ejerciendo este último a través de sus ministros, a los que, por medio del Poder Moderador, les otorgaba libre nombramiento y dimisión. En 1846 se instaura el parlamentarismo, reduciendo así la influencia de este poder del Estado brasileño. 
"En el rostro de las letras de manera explícita (dice Octavio Tarquinio de Sousa), que colocaba al monarca en una posición claramente diferente del rey del orden constitucional clásico, y escrito para cumplir las recomendaciones y los deseos del monarca, sólo gracias a la fuerza y al contagio de una doctrina política que ha dominado los países modelos de nuestras instituciones, y el valor y la tenacidad de hombres como Bernardo Pereira de Vasconcelos, Brasil llegaría a bajar el autoritarismo de Pedro I y a establecer con el paso del tiempo (...) el parlamentarismo ". Lo descrito anteriormente ocurrió sobre todo después de 1862 y el éxito relativo fue, sin duda, el temperamento y la educación de Pedro II. 
En Portugal, fue la prerrogativa soberana del régimen constitucional hasta 1910.
- Datos: Q389256